# Prava LGBT osoba u Indiji
Prava homoseksualnih, biseksualnih i transrodnih osoba značajno su evoluirala u 21. stoljeću.
Istospolni su odnosi i rodno izražavanje identiteta potpuno dopušteni. Premda mnogi istospolni parovi žive sami, država ne prepoznaje istospolnu romantičnu vezu u obliku braka ili partnerstva. Međutim, zakon prepoznaje treći spol ili rod – hijra.

## Legislativa
Stoljećima, u Indiji nije bilo kazne za istospolne odnose.[ Hinduizam je ambivalentan prema temi, dok su se pripadnici više kaste trebali suzdržati od istospolnih odnosa. Dolazak muslimana donio homofobne stavove. Britanci su kažnjeno gonili homoseksualne i biseksualne Indijce zbog oralnog ili analnog seksa. Stavovi prema lezbijkama bili su tolerantniji. 
Konačno, 6. rujna 2018., Vrhovni sud Indije učinio je istospolne odnose legalnima.

## Društvo
Indijsko se društvo nije previše udaljilo od patrijarhata i normi koje stigmatiziraju određena ponašanja. Unatoč tome, homoseksualci i biseksualci mogu živjeti u dosta tolerantnoj sredini. Pripadnici trećeg roda smatraju se srećonošama.
Prema mnogim anketama, Indijci su tolerantniji prema LGBT osobama, premda društvo još nije „spremno“ za istospolni brak. Hinduisti su tolerantniji od muslimana.